# Gottesdiensttafel

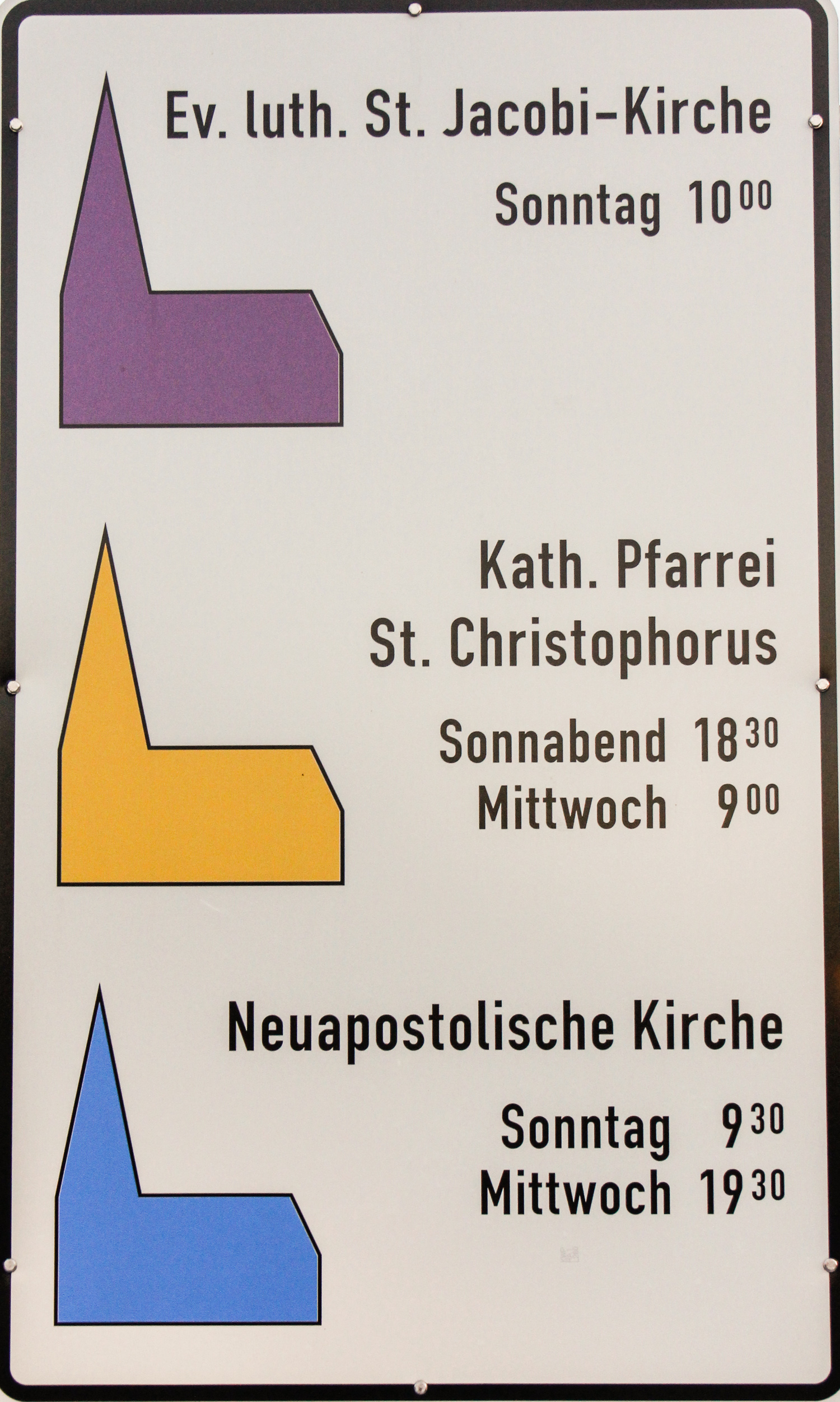
Typische Gottesdiensttafel in Deutschland

Gottesdiensttafeln sind Schilder an Ortseingängen, die über Gottesdienste informieren. Üblicherweise zeigen Schilder für katholische Gottesdienste ein gelbes Kirchensymbol, begleitet von Angaben zur Gottesdienstzeit. Die Farbwahl von Gelb erfolgte aufgrund seiner Verbindung mit dem Vatikan. Bei Hinweisen auf evangelische Gottesdienste ist in der Regel ein violettes Kirchensymbol zu finden. Diese Farbwahl entspricht der liturgischen Farbe der Buße. Nicht immer enthalten Gottesdiensttafeln den Namen und die Adresse der Kirche, in der die entsprechenden Gottesdienste stattfinden. Darüber hinaus können Gottesdiensttafeln auch auf Gottesdienste anderer christlicher Konfessionen hinweisen. Für freikirchliche Konfessionen wird häufig ein grünes und für neuapostolische Kirchen ein blaues Symbol verwendet.
Es gibt Gemeinden, bei denen von der Norm abweichende Darstellungen der jeweiligen Kirchen erfolgen. Die Ursprünge von Gottesdiensttafeln in Deutschland gehen auf eine Verordnung des Bundesinnenministeriums aus dem Jahr 1960 zurück. Diese erlaubte es evangelischen und katholischen Kirchen, an Ortseingängen für ihre Angebote zu werben. Seit 2008 erstreckt sich dieses Recht auch auf andere Religionsgemeinschaften, darunter Freikirchen, die Neuapostolische Kirche sowie jüdische oder muslimische Gemeinden.

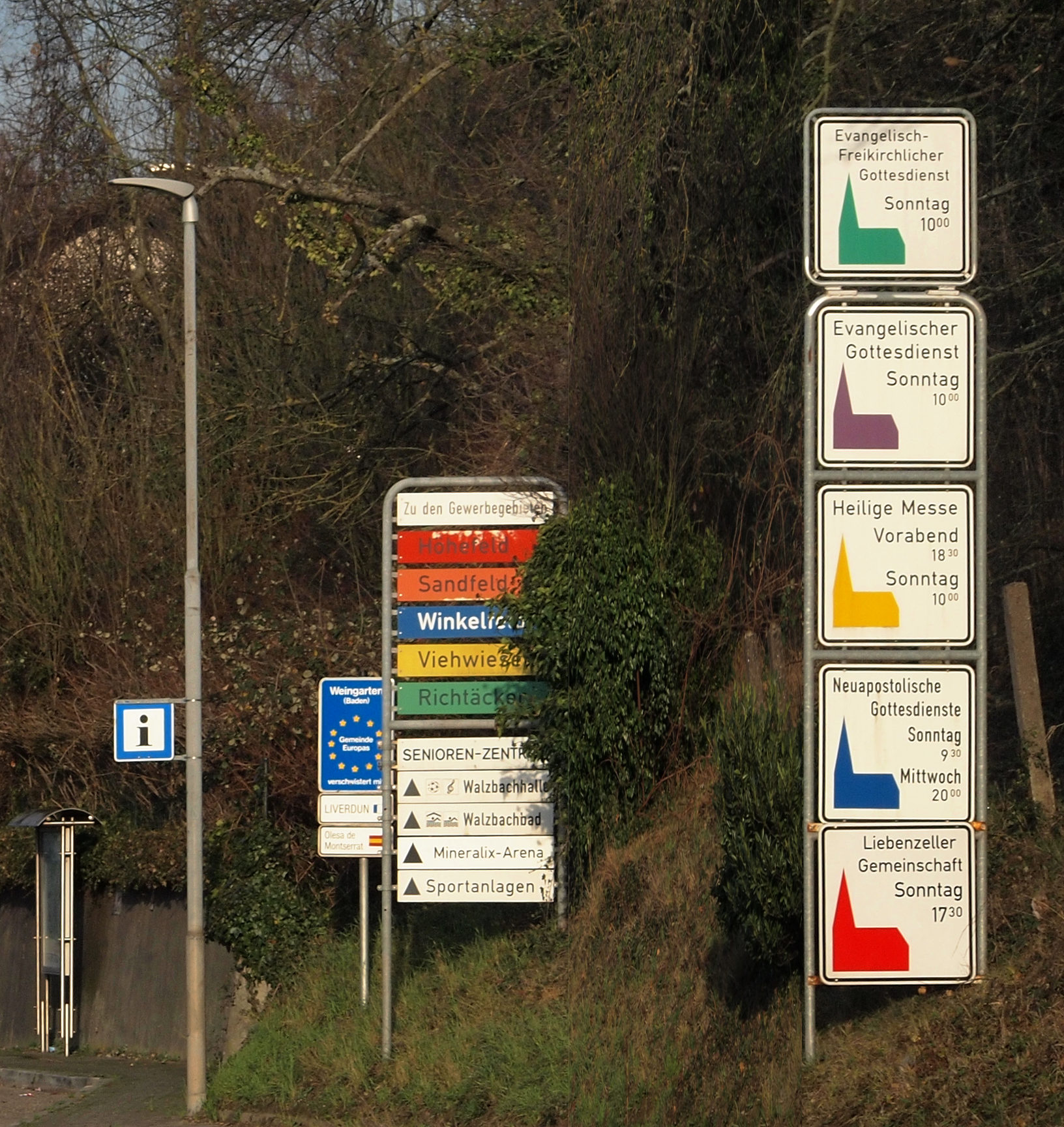
Gottesdiensttafel mit Hinweisen von Gottesdiensten mehrerer Konfessionen
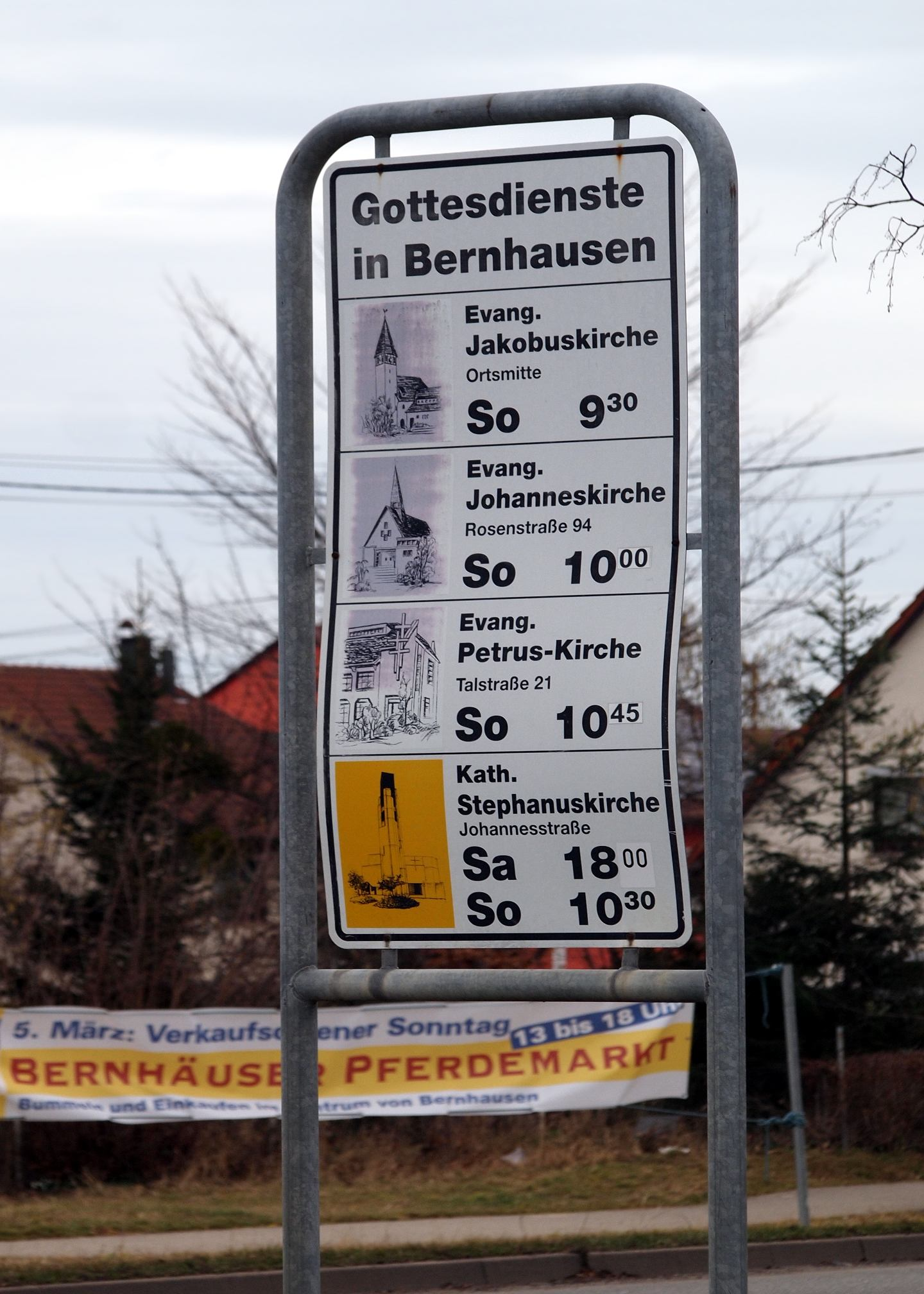
Gottesdiensttafel in Bernhausen mit Darstellungen der Kirchen